# 1921年荷屬東印度人民議會選舉
1921年荷屬東印度人民議會選舉於1921年舉行。

## 結果
是次選舉有48席，其中有24席是由荷蘭委任，荷蘭人佔13席，外地人口佔8席，華人佔3席，另外24席則透過選舉選出，荷蘭人佔12席，外地人口佔12席。
| 分組     | 取得席數 | 相差 |
| -------- | -------- | ---- |
| 溫和右派 | 27       | +15  |
| 溫和左派 | 14       | +4   |
| 左派     | 5        | -3   |
| 右派     | 2        | -6   |
| 總數     | 48       | +10  |
| 攷：     |          |      |